# Seznam trenerjev Philadelphia Quakers
Trenerji NHL moštva Philadelphia Quakers. 
- Cooper Smeaton, 1930-31